# Cooperstown (New York)
Cooperstown ist eine Siedlung im US-amerikanischen Bundesstaat New York. Die Stadt hatte im Jahre 2020 eine Einwohnerzahl von 1794 und eine Fläche von 4,7 km². Cooperstown ist Verwaltungssitz des Otsego County und liegt am südlichen Ende des Otsego Lake. In der Nähe der Stadt verlässt einer der beiden Quellflüsse des Susquehanna River den See.

## Allgemeines
Seit 1812 ist der größte Teil (westlicher Teil) der Stadt Bestandteil der „Town“ Otsego; der Rest (östlicher Teil) gehört zur „Town“ Middlefield. Die Stadt hat strenge Bauvorschriften, um das historische Aussehen zu bewahren. In Cooperstown befindet sich die 1939 gegründete Baseball Hall of Fame.

## Geschichte
1782 erwarb Richter William Cooper, der Vater des Schriftstellers James Fenimore Cooper, das Gebiet am südlichen Otsego See und gründete in der Folge die Stadt. Benannt wurde sie nach ihrem Gründer, der dort auch das Herrenhaus Otsego Hall als Wohnsitz für seine Familie errichtete. James Fenimore Cooper, bekannt durch seine Lederstrumpfromane, lebte längere Zeit dort und starb auch in der Stadt. Die Gegend um den Otsego Lake war in zweien der Romane Handlungsort.

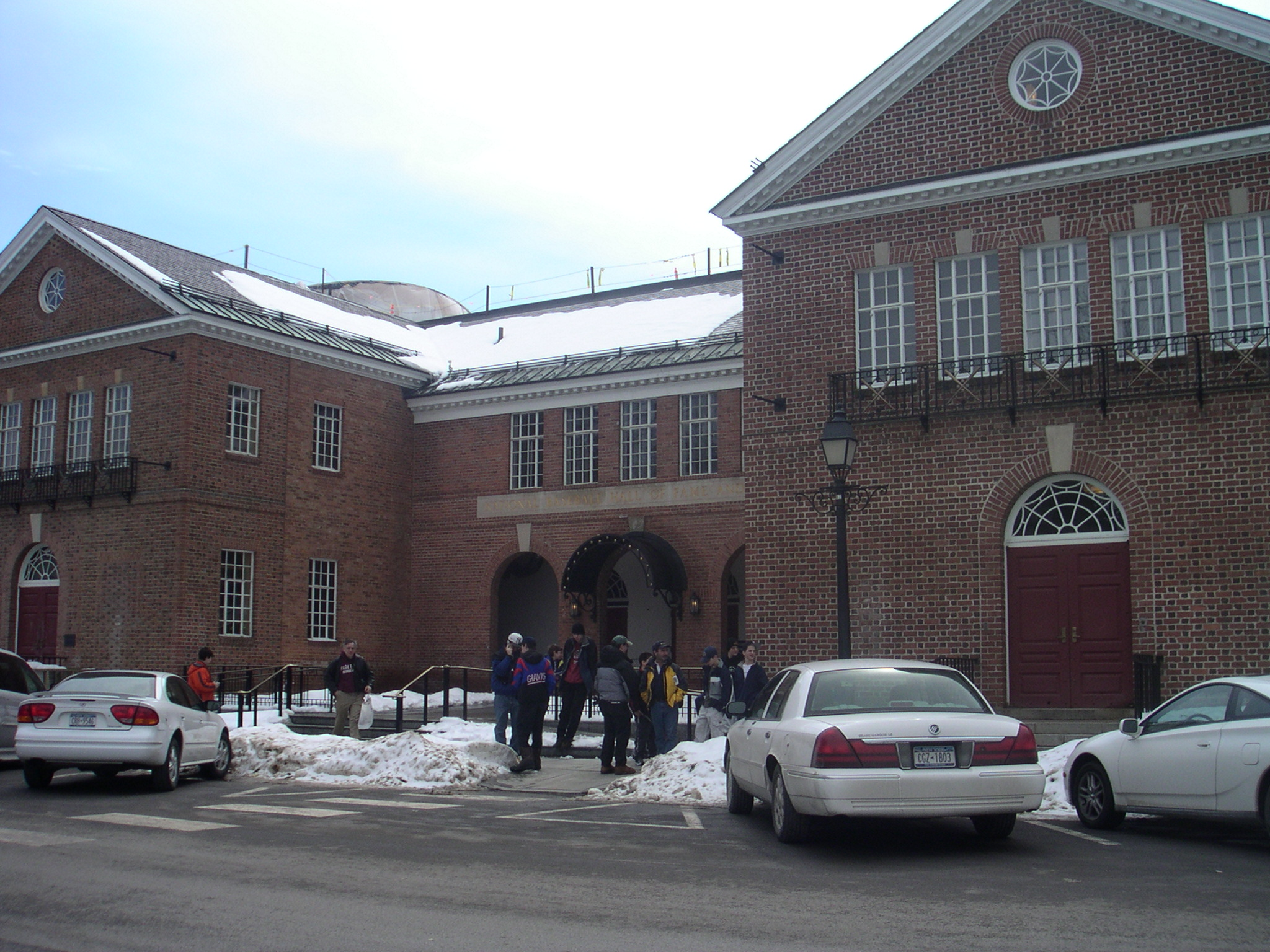
Eingang der Baseball Hall of Fame

1939 wurde in der Stadt die Baseball Hall of Fame gegründet, da man fälschlicherweise annahm, der Baseball wäre 1838/39 von Abner Doubleday auf einer Kuhweide in der Nähe der Stadt erfunden worden.
Eine weitere Sehenswürdigkeit der Stadt ist das „Farmer Museum“, das zwei Dutzend Gebäude und 23.000 Ausstellungsstücke umfasst. Das Gelände wurde 1813 von James Fenimore Cooper erworben und als Farm betrieben. Um 1870 ging es in den Besitz der Familie Clark über. 1944 wurde das Museum eröffnet, neben den Ausstellungsstücken zur Historie der Farmwirtschaft widmet es sich auch der Geschichte des Otsego Countys. Verbunden mit dem Farmer Museum ist das seit 1939 in der Stadt beheimatete Fenimore Art Museum, das Sammlungen von amerikanischen Gemälden, indianischer Kunst, amerikanischer Folklorekunst und amerikanischer Fotografie enthält. Die Bibliothek der New York State Historical Association mit einer Sammlung von historischen Dokumenten zur Geschichte des Bundesstaates New York ist ebenfalls seit 1944 in der Stadt beheimatet.
Acht Meilen nördlich der Stadt befindet sich das Alice Busch Opera Theater, an dem im Sommer das Glimmerglass Festival stattfindet, das als zweitgrößtes Sommeropernfestival der USA gilt. Gegründet wurde das Festival 1975; es fand zunächst im Auditorium der Cooperstown High School statt. 1987 wurde dann das Opernhaus eröffnet.
1997 wurde vier Meilen südlich der Stadt im Susquehanna-Tal die Brauerei Ommegang gegründet. Sie befindet sich auf dem Gelände einer ehemaligen Hopfen-Farm und braut Bier nach belgischem Vorbild. Die Brauerei wuchs schnell und wurde 2003 an die belgische Brauerei Duvel verkauft. Die Brauerei kann besichtigt werden.
Seit 1856 erwarb Edward Clark, einer der Gründer der Singer Sewing Machine Company (Singer Nähmaschinen), seine Frau Caroline Jordan stammte aus der Stadt, Grundstücke in Cooperstown und Umgebung. Er ließ in der Stadt das erste Krankenhaus und in ihrer Nähe den Kingfisher Tower errichten. Sein Sohn Alfred Corning Clark erbaute zwischen 1888 und 1891 die erste Sporthalle in Cooperstown, die 1930 und 1980 durch andere Mitglieder der Familie abgerissen und neu erbaut wurde. Der Enkel Stephen Carlton Clark war Präsident der Baseball Hall of Fame; er war maßgeblich an der Einrichtung der oben genannten Museen beteiligt. Noch heute ist die Clark Familie in Cooperstown beheimatet und tritt als Wohltäter der Stadt auf.

## Söhne und Töchter der Stadt
- George M. Sternberg (1838–1915), Militärchirurg, Brigadegeneral und Bakteriologe
- Charles H. Sternberg (1850–1943), Fossiliensammler
- Garrett Eckbo (1910–2000), Landschaftsarchitekt
- Lauren Groff (* 1978), Schriftstellerin

## Sonstiges
Der Film „Eine Klasse für sich“ mit Tom Hanks, Geena Davis und Madonna von 1992, der von zwei Baseball spielenden Schwestern während des Zweiten Weltkrieges handelt, wurde teilweise in der Stadt gedreht. Auch Teile des Films „Cooperstown – Auf den Straßen der Erinnerung“ mit Josh Charles und Graham Greene von 1993, über einen Baseballspieler, spielen in der Stadt.
Ein literarisches Denkmal setzte Lauren Groff der Stadt in ihrem Roman The Monsters of Templeton.